# Brée
Brée är en kommun i departementet Mayenne i regionen Pays de la Loire i nordvästra Frankrike. Kommunen ligger i kantonen Montsûrs som tillhör arrondissementet Laval. År 2022 hade Brée 584 invånare.

## Befolkningsutveckling
Antalet invånare i kommunen Brée
| Referens: INSEE |